# Förfallodag
Förfallodag är det datum då en fordran förfaller till betalning, alltså det datum då en faktura senast skall vara betald, en ränta skall vara erlagd eller ett lån senast skall vara löst.
Pengarna skall vara borgenären tillhanda på förfallodagen. Det innebär, att om en gäldenär använder en betalningsmetod som exempelvis tar tre dagar, så måste gäldenären göra betalningen tre dagar före förfallodagen för att betalningen inte skall bli försenad.

## Om förfallodagen inte är bankdag
Om förfallodagen infaller på en helgdag, en lördag eller på midsommarafton, julafton eller nyårsafton, det vill säga en dag som inte är bankdag, så är det tillåtet att vänta med betalningen till nästkommande vardag. Detta stadgas för olika former av fordringar i olika lagar, i Sverige i 5 § 2 st. skuldebrevslagen, 72 § växellagen och 55 § checklagen. För fordringar av slag som inte är särskilt reglerade, tillämpar man analogivis dessa lagar samt den i sak likalydande lagen om beräkning av lagstadgad tid. I Finland finns motsvarande regler i motsvarande lagar, såsom 1947 års lag om skuldebrev.
I vissa fall gäller dock, enligt särskilda bestämmelser, att betalning skall ske före den lediga dag då förfallodagen infaller, om förfallodagen är en helgdag eller någon av de andra normalt lediga dagar som nämns ovan. Så gäller avseende hyra av fast egendom (fastighet eller lägenhet) enligt 12 kap. 20 § jordabalken. Detta beror på att hyra normalt betalas i förskott och därför skall vara betald när hyresperioden inleds. Samtidigt räknas hyra alltid som betald så snart betalningsorder har givits till banken (20 § 3 st.), även om det sedan kan ta några dagar innan pengarna är hyresvärden tillhanda.